# Entrammes
Entrammes is een gemeente in het Franse departement Mayenne (regio Pays de la Loire). De plaats maakt deel uit van het arrondissement Laval. Entrammes telde op 1 januari 2022 2.278 inwoners.
De Abdij van Port du Salut, waar de kaas Port-du-Salut is ontstaan, ligt in de gemeente aan de oever van de Mayenne.
In de gemeente ligt de luchthaven van Laval.

## Geschiedenis
Ten westen van het moderne centrum van de gemeente, tussen de Jouanne en de Mayenne, was er een Gallo-Romeinse nederzetting, Interamnes. Deze was gebouwd bij een doorwaadbare plaats over de Mayenne op de weg tussen Le Mans (Vindunum) en Rennes (Condate). Hier lag eerder, in de 2e en 1e eeuw v.Chr.,  een Gallisch oppidum met een oppervlakte van 55 ha. In dit oppidum (Oppidum du Port du Salut) lag een Keltisch heiligdom (fanum). De Romeinen breidden de nederzetting nog uit naar het oosten. In 1987 werden de goed bewaarde Romeinse thermen opgegraven tijdens restauratiewerken aan de kerk van Entrammes. Waarschijnlijk raakten de thermen in onbruik in de loop van de 3e eeuw. Door de economische crisis in het Romeinse Rijk en de invallen van barbaren plooiden steden in Gallië zich terug binnen stadsmuren. In Entrammes werden resten van 8,5 meter hoge stadsmuren gevonden.
In de middeleeuwen kwam er aan de Mayenne een priorij. Deze priorij werd gesloten na de Franse Revolutie. Op 2 mei 1593 vond er bij Entrammes een slag plaats tussen katholieken en hugenoten. Een troepenmacht uit Laval, aanhangers van de Heilige Liga, viel een troep soldaten van koning Hendrik IV aan. De soldaten weerstonden de aanval en een honderdtal mannen uit Laval sneuvelde. Op 26 oktober 1793 vond er in Entrammes een veldslag plaats tussen het republikeinse leger onder leiding van generaal Léchelle en een royalistisch opstandelingenleger geleid door Henri de La Rochejaquelein. Het republikeinse leger werd verslagen met achterlating van duizenden doden.
In 1815 vestigden trappisten uit het Duitse Darfeld zich in de voormalige priorij en stichtten de Abdij van Port du Salut. In 1860 startten de monniken een kaasmakerij, die in 1959 werd verkocht. De kaasmakerij sloot in 2005, maar in 2010 werd een andere kaasmakerij geopend in de gemeente.

## Geografie
De oppervlakte van Entrammes bedroeg op 1 januari 2022 26,16 vierkante kilometer; de bevolkingsdichtheid was toen 87,1 inwoners per km².
In de gemeente monden de Vicoin, de Ouette en de Jouanne uit in de Mayenne.

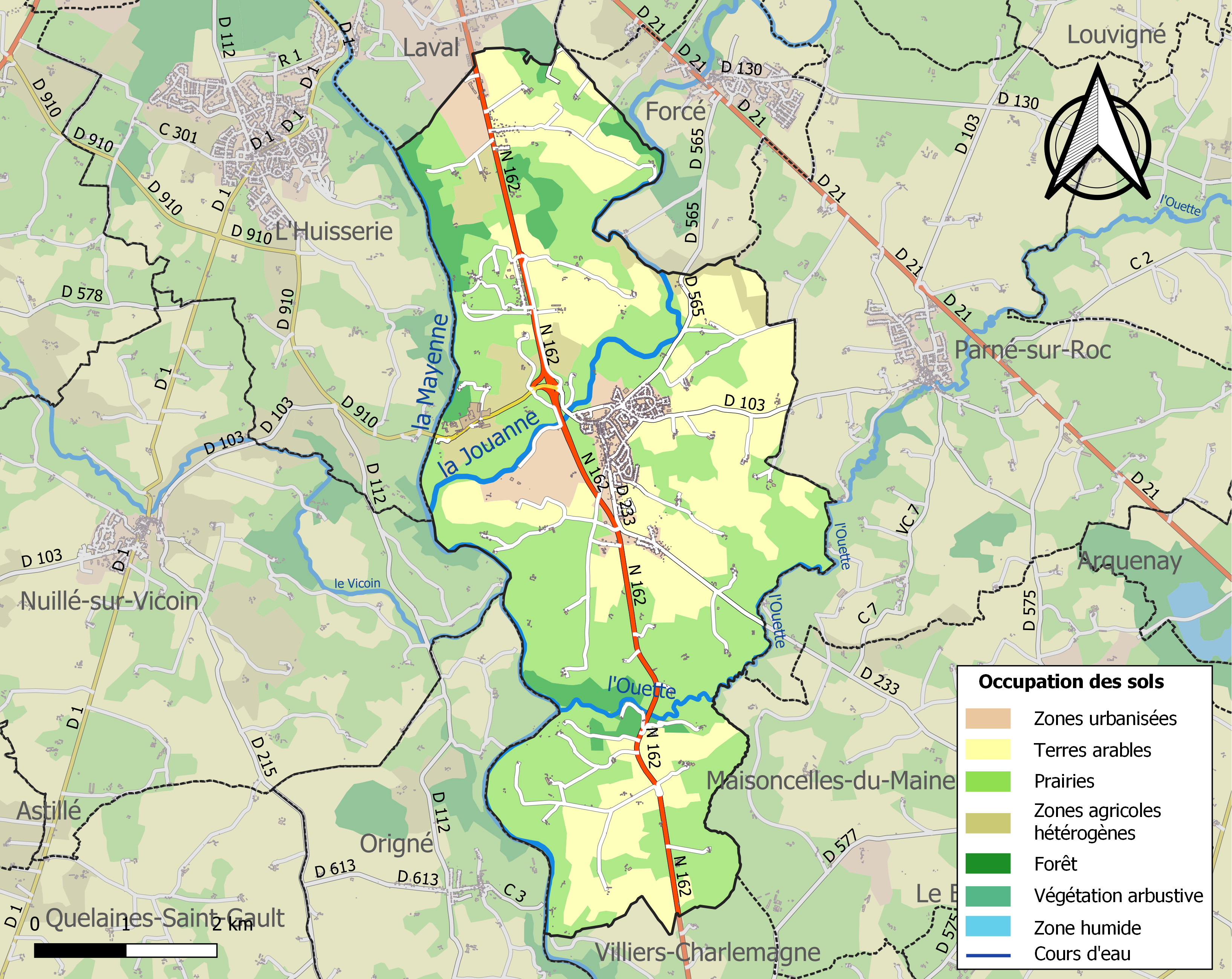
Kaart van de gemeente met de belangrijkste infrastructuur, bodemgebruik en omliggende gemeenten

## Demografie
Onderstaande figuur toont het verloop van het inwonertal (bron: INSEE-tellingen).

## Afbeeldingen

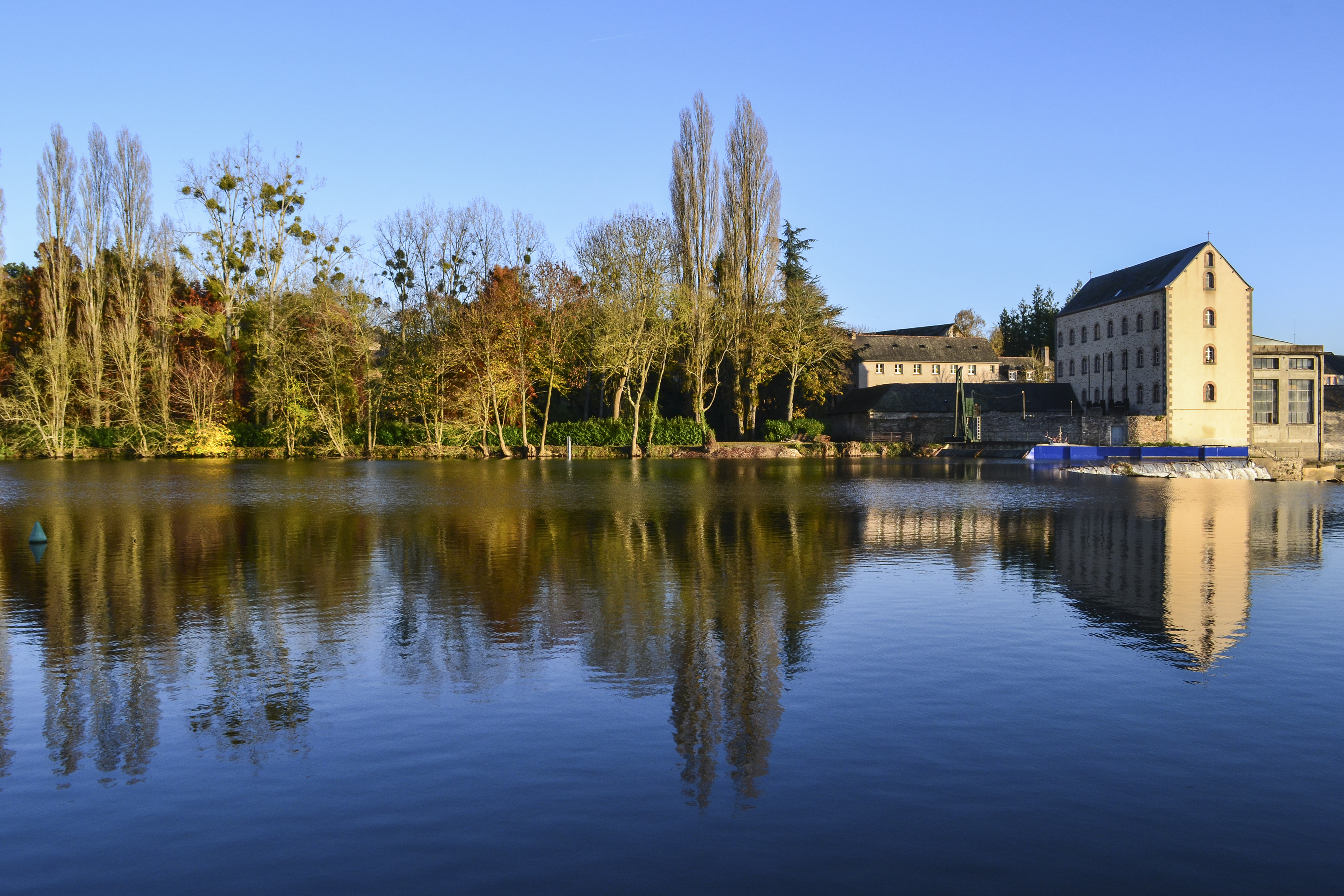
Abdij Port du Salut aan de Mayenne
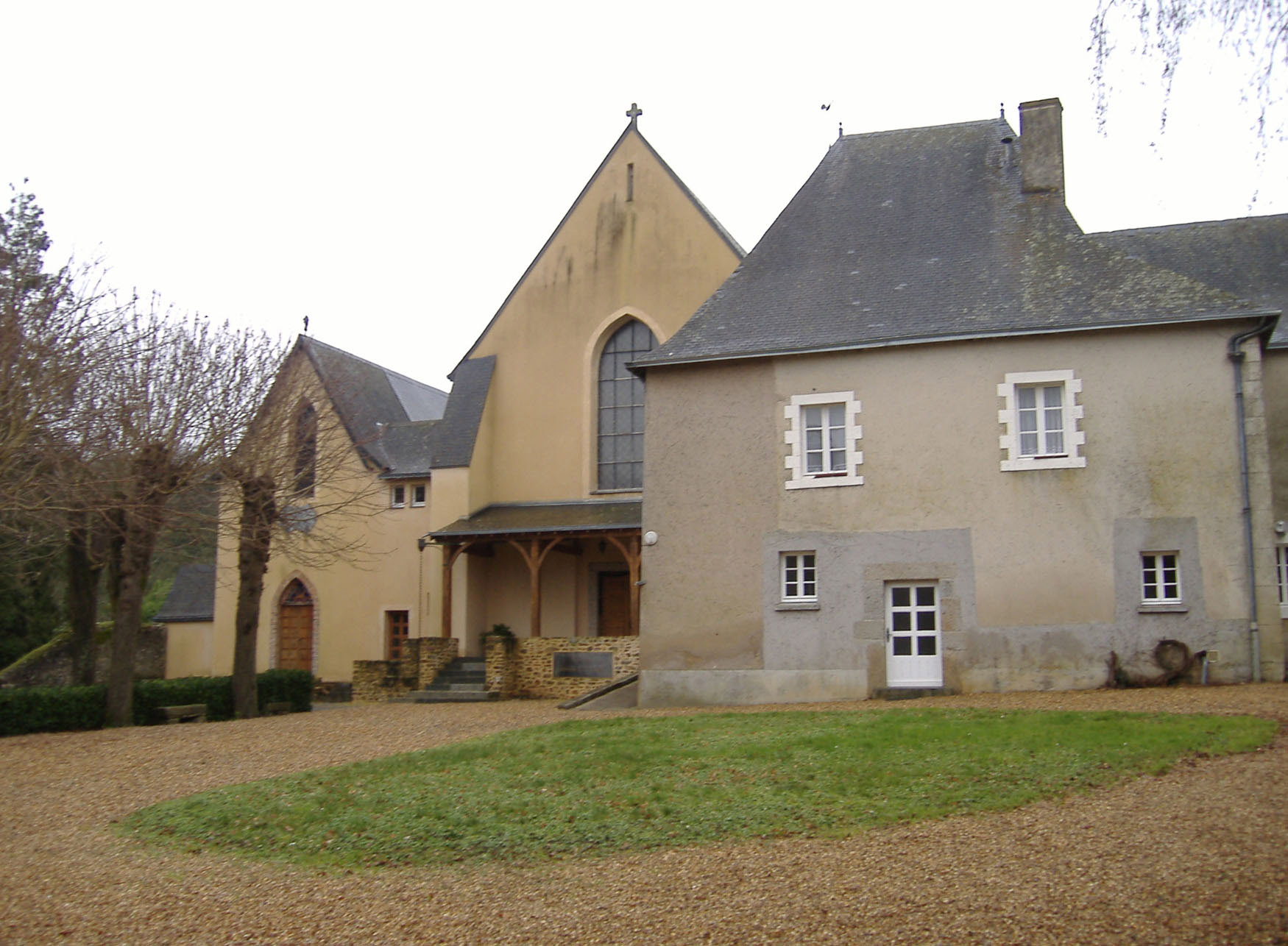
Abdijkerk
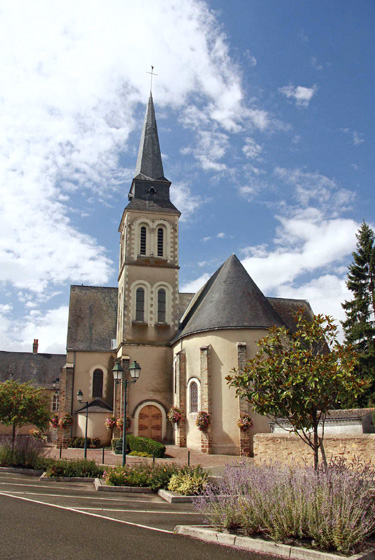
Kerk Saint-Étienne
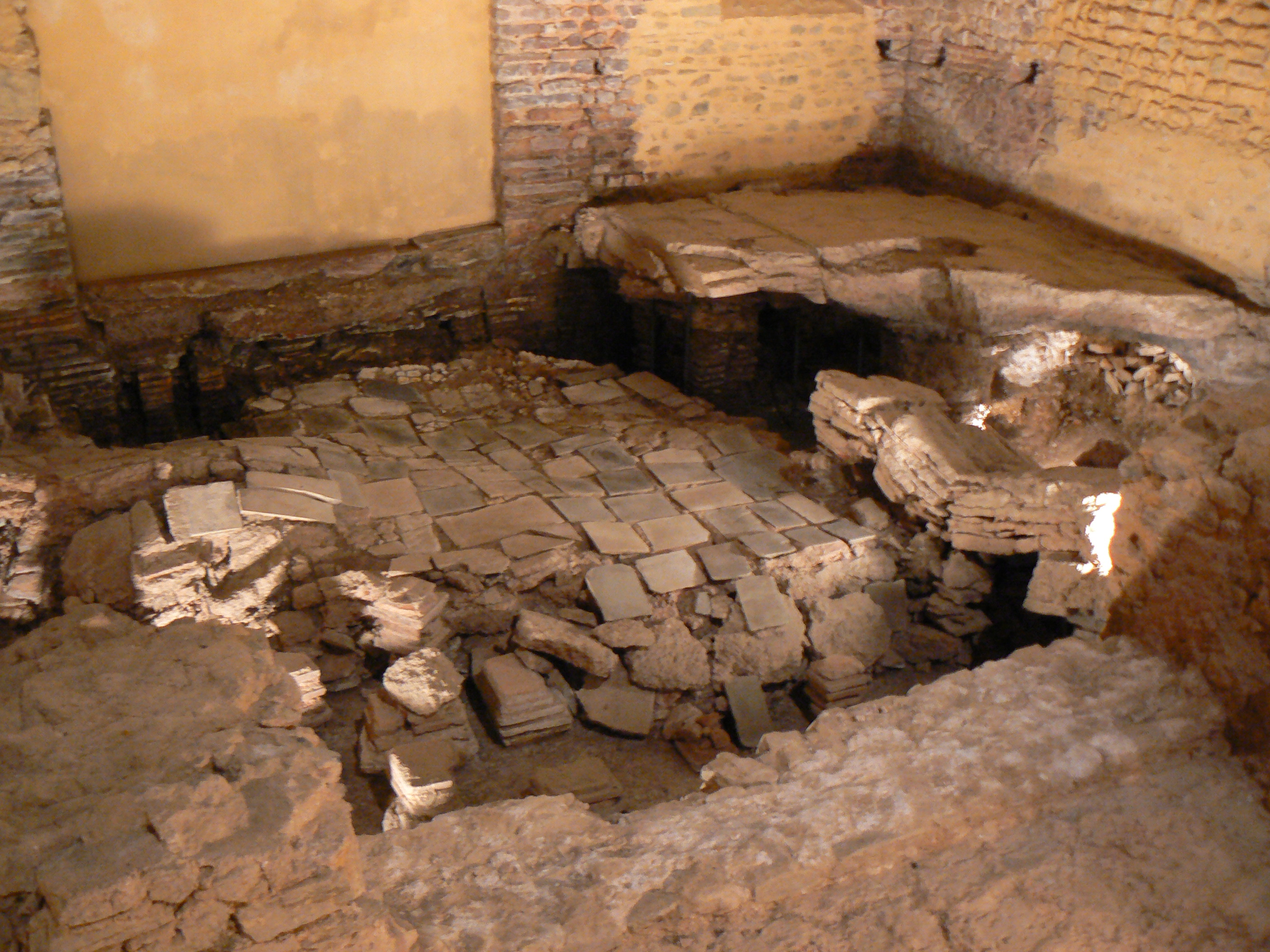
Gallo-Romeins hypocaustum
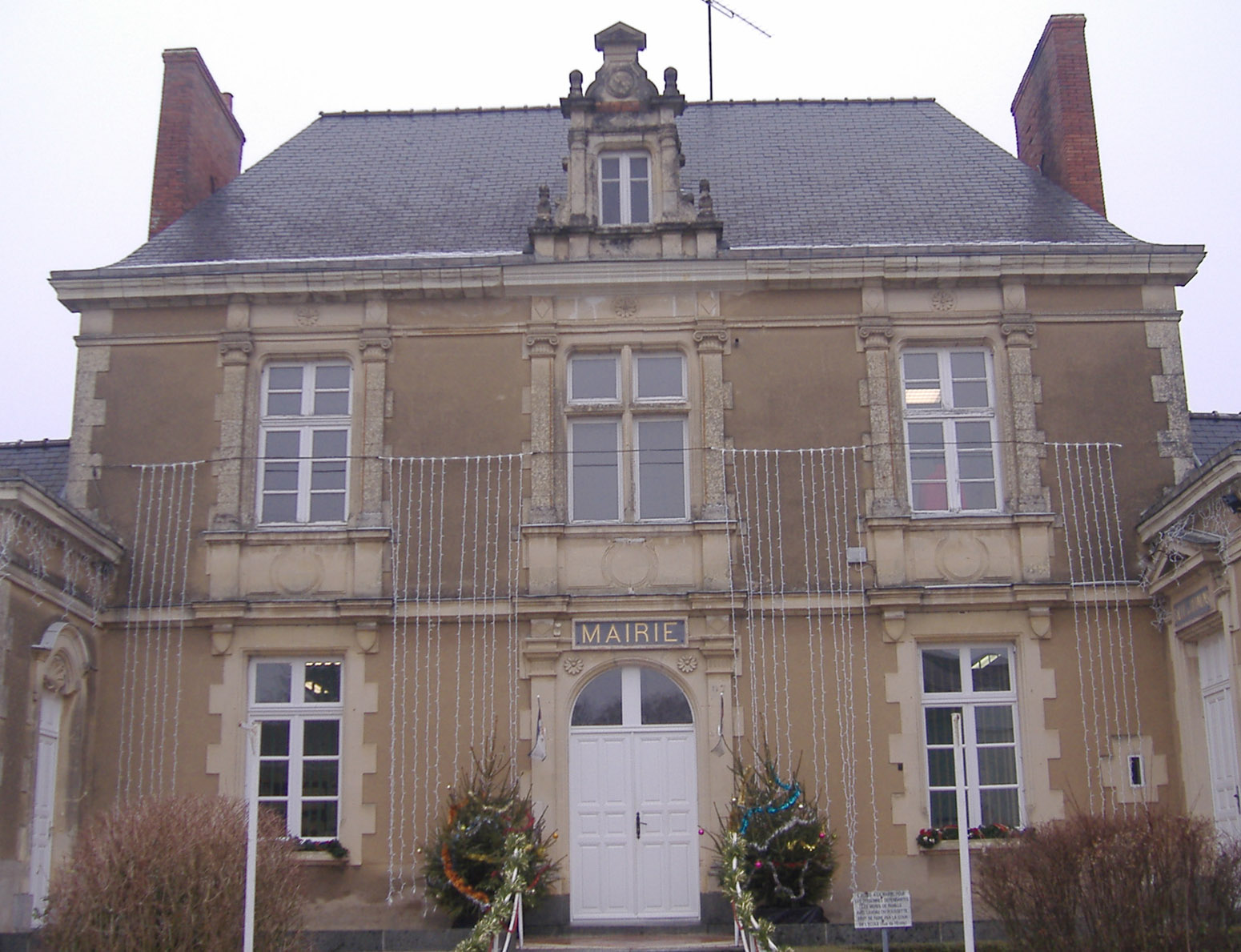
Voormalig gemeentehuis
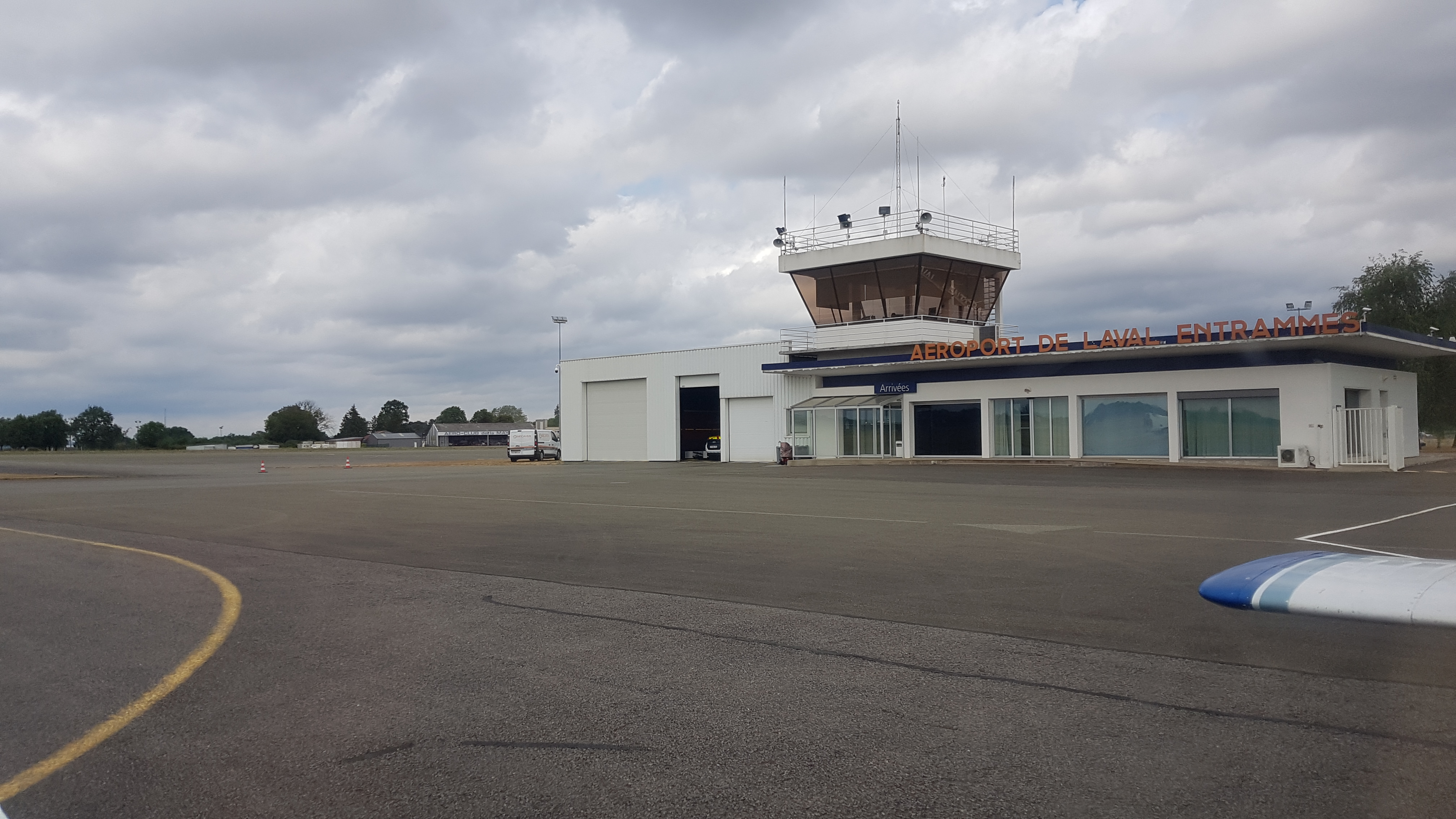
Luchthaven van Laval

## Partnergemeente
- Rosendahl, Duitsland, sinds 1969